# Hic sunt leones

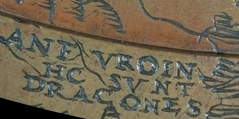
La scritta Hic sunt dracones sul globo di Lenox

La locuzione latina hic sunt leones (lett. "qui ci sono i leoni") o hic sunt dracones (lett. "qui ci sono i draghi") viene associata alle carte geografiche antiche per indicare le zone ancora inesplorate dell'Africa, ricorrente nella storiografia e nella pubblicistica, ma senza riscontri nella documentazione cartografica medievale né nei rarissimi reperti dell'età antica.

## Storia
Solo la Cotton Map (X secolo d.C.) riporta un sibillino hic abundant leones, tra Gog e Magog e la costa orientale dell'Asia, con tanto di disegno del noto felino con la criniera: in effetti in quell'area si trovavano tigri e leopardi, ma anche leoni (ancora oggi ne rimane una piccola popolazione in India). In alcune mappe si legge piuttosto hic sunt dracones. Non è raro inoltre trovare l'indicazione hic nascuntur elephantes, ma quest'ultima sembra piuttosto un'informazione sulle risorse in avorio. 
Non esiste una sola prova storica che la locuzione sia mai stata utilizzata da un cartografo per l'Africa mediterranea, anche se è molto diffusa la spiegazione secondo cui in origine, la locuzione latina hic sunt leones sarebbe comparsa su carte geografiche dell'antica Roma e di età successiva in corrispondenza delle zone inesplorate dell'Africa e dell'Asia. La frase stava ad indicare che non si sapeva cosa si trovasse in quelle lande sconosciute, a parte il fatto che fossero abitate da belve, oppure si riferiva a territori che non potevano essere conquistati. 
Molte volte i cartografi dell'età preindustriale abbellivano le proprie mappe con disegni ornamentali, anche su richiesta della committenza, con stemmi, bandiere, grandi ritratti di sovrani o di merci e altro ancora, soprattutto negli schemi cartografici destinati alla meditazione scolastica e non al viaggio. In particolare durante il Basso Medioevo le coste erano sempre molto più conosciute rispetto ai territori nell'interno. Per questo motivo ancora per parte dell'età moderna i cartografi ubicavano nelle vaste aree continentali ogni tipo di illustrazione che potesse risultare in qualche modo curiosa o interessante, concedendo ampi spazi sia a luoghi immaginari ed irraggiungibili (il paradiso terrestre, Gog e Magog, il regno del prete Gianni) sia a ogni tipo di essere leggendario o allegorico, tra cui blemmi, cinocefali, elefanti, unicorni, rinoceronti, manticore, ed anche leoni. In realtà le aree inabitabili erano definite tali solo in base alla temperatura (eccessivo freddo o caldo) o per la presenza di serpenti e scorpioni velenosi (così ad esempio in Leardo), facile metafora delle allegorie sataniche nella Bibbia.
La frase oggi viene utilizzata per indicare una situazione o condizione per cui è necessario prestare particolare attenzione o portare rispetto ad un certo gruppo di persone.

## La locuzione nella letteratura
- Marco Polo, suggestionato dalla lettura di mappe medievali, afferma che in Cina abbondavano i leoni, probabilmente alludendo alle tigri, visto che in Cina i leoni non sono mai vissuti (la classificazione zoologica si affermerà solo in epoca più tarda).
- Nel romanzo Il nome della rosa di Umberto Eco il significato simbolico di questa locuzione viene usata in modo anacronistico da uno dei protagonisti,  Jorge da Burgos, nella frase  «Ci sono dei confini al di là dei quali non è permesso andare. Dio ha voluto che su certe carte fosse scritto: hic sunt leones» quando insieme al protagonista, Guglielmo da Baskerville, si trovavano nella stanza segreta della biblioteca chiamata  «finis Africae».